# KiRA MAZUR
Олена Володимирівна Мазур (нар. 21 липня 1991, Погребище), відома як KiRA MAZUR — українська співачка, композиторка і авторка пісень. Її творчість відрізняється еклектичним стилем — поєднання елементів українського фолку з різними стилями музики. Грає на клавішних інструментах і гітарі.

## Біографія
Народилася 21 липня 1991 року в сім'ї професійних музикантів. Батько — Мазур Володимир Дмитрович, саксофоніст, також грає на більшості духових і клавішних, ударних і деяких струнних інструментах. Мати — Агріпішіна Тамара Миколаївна, була вчителькою фортепіано в музичній школі. Познайомилися вони під час навчання в музичному училищі.
У 1990-х батьки працювали на кількох роботах одночасно (викладачами в школах і садках), грали на весіллях. Доньку не було з ким залишити, і більшість часу Кіра проводила на уроках батьків у музичній школі. З 3-х років відвідувала заняття в музичній школі і вже до 5 грала на піаніно і була офіційно зарахована до першого класу. У 10 років записала і виконала першу сольну пісню і почала виступати, а з 13 почала випускати авторські пісні. У школі організувала R&B гурт, на перший концерт зібралося більше 1000 осіб.
Дитинство пройшло також на фоні боротьби матері з важкою формою раку. Коли Кірі було 15 років, мати померла. З цього моменту Кіра занурилася в самостійне життя. У 15 років відкрила перший бізнес — поставка хліба, і швидко стала найбільшим постачальником в Погребищенському районі. Основною метою бізнесу було бажання створювати авторський музичний матеріал.
Після закінчення школи вступила до Національного авіаційного університету на факультет психології та соціології. На другому курсі, всупереч наполегливості і вимогам батька, перевелася на заочну форму навчання і більшу частину часу приділяє музиці — відкриває перший клас з викладання вокалу, а згодом і музичний творчий центр «Jam Session». Надалі на його базі організувала поп-гурт.
Перші роки в столиці були важкими. Бралася за будь-яку роботу: від роздачі рекламних листівок до «старшого інспектора досудового відділу з проблемної заборгованості», працювала в ресторанах, грала на весіллях, працювала ведучою на заходах. Через безгрошів'я навіть жила якийсь час на вокзалі.
Протягом семи років, розвиваючи музичний творчий центр «Jam Session», співачка зустріла свою майбутню команду.

### Рекорд України

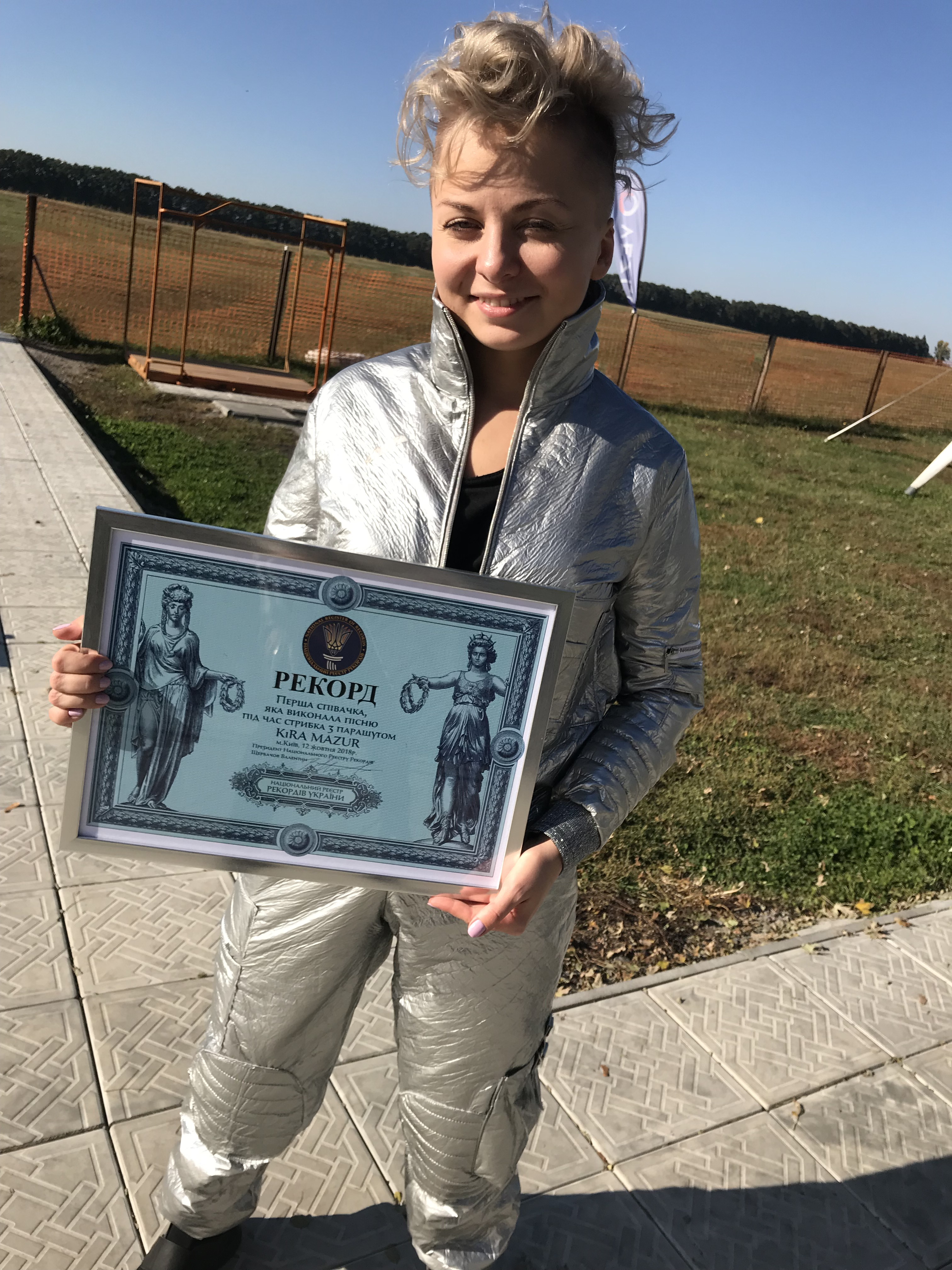
Рекорд України «Перша співачка, яка виконала пісню під час стрибка з парашутом»

16 жовтня 2018 року на аеродромі «5 океан» біля Києва співачка KiRA MAZUR встановила національний рекорд України і стала «Першою співачкою, яка виконала пісню під час стрибка з парашутом». В такий незвичний спосіб вона презентувала свій дебютний альбом «МІЙ FOLK». 
|  | «Найсильніше враження - це вихід з літака! Зробити цей крок, і піти вниз головою зі швидкістю 200км/год... Хвилина вільного падіння. І потім ще 4 з парашутом. І весь цей час я співала!», – поділилася KiRA MAZUR із своїми шанувальниками у соц.мережах. |

Стрибок виконувався з висоти 4200 метрів та фіксувався 5-ма відео камерами, а звук записувався окремо. Після перевірки та реєстрації рекорду відбулося почесне нагородження представниками та експертами Національного Реєстру Рекордів України. За всю історію незалежної України встановити національний рекорд вдавалось тільки кільком музикантам у різних категоріях: Ірині Білик, гуртам «Океан Ельзи» та АНТИТІЛА, Віктору Павліку.

## Творча діяльність
Влітку 2014 року Кіра Мазур записала авторську українську пісню «Карі очі» — перша пісня, яка надала їй впевненість і рішучість презентувати себе на українській сцені. Довгий час вона зверталась до багатьох українських продюсерів, але всюди чула: «не формат». Не отримавши підтримки, співачка почала пошуки за межами України, розсилала свої пісні європейським і американським продюсерам. Пропозиції стали приходити з різних країн — Польщі, Німеччини, Франції.

### Франція
Завдяки соцмережам Мазур познайомилася з французьким продюсером і музикантом, володарем Grammy Керредіном Солтані. Мріючи заспівати французькою, почала вивчати французьку мову.
З народження співачка мала порушення діяльності гайморових пазух, яке надавало специфічне звучання її голосу «в ніс». Всіляко намаючись це виправити, під час роботи у Франції вона зрозуміла, що саме це звучання додає її манері виконання унікальність.
Спільна робота музикантів почалася влітку 2015 року в Парижі, куди вона приїхала на запрошення Солтані і першою роботою французькою стала пісня «Des Mots d'amour», яку композитор написав спеціально для неї. У Франції був знятий кліп за участю Солтані. З часом, в Україні, Мазур випустила другий варіант композиції — під назвою «Слова любові».
Влітку 2016 року Керредін Солтані вперше відвідав Україну. Разом з KiRA MAZUR вони стали почесними гостями Міжнародного джазового фестивалю «Leopolis Jazz Fest» у Львові. У Львові спільно була записана в студії французька версія пісні «Карі очі», яка привернула увагу Солтані. Він написав французький текст і пісня отримала назву «Les yeux marron».

### Дебютний кліп
Навесні того ж року KiRA презентувала відеороботу «Карі очі» — кліп про історію кохання Снігової королеви. Творцем відео став український режисер Кадим Тарасов. Вже за добу після прем'єри кліп потрапив в топ YouTube.
Влітку 2016 року співачка пише нову композицію «Ти милий», з якою бере участь у Національному телепроєкті «Українська пісня/Ukrainian song project».
А на початку осені записала нову пісню «НАРОДНА» з хором столичних бабусь, з якими випадково познайомилася під час святкувань Гелловіну.

### Ukrainian Fashion Week
У 2017 році KiRA MAZUR стає музою ювілейної колекції дизайнера Олексія Залевського на Ukrainian Fashion Week 2017/2018. Дизайнер запропонував їй виконати на показі свої найкращі композиції, об'єднавши їх в один музичний номер. 
На показі Кіра презентувала нову пісню «Мамба», яку написала для Залевського і присвятила його творчості.
Олексій Залевський створює сукню з презервативів, в якій KiRA MAZUR з'являється на червоній доріжці щорічної премії YUNA-2017. Цей вихід був зроблений за підтримки Фонду АнтиСНІД-США в Україні (AHF Ukraine) з метою звернути увагу на проблему епідемії СНІДу в Україні. Цей дайжест з епатажно-соціальним посланням розійшовся в 39 країнах світу.

### Музичні експерименти
2017 року Кіра Мазур випускає нову пісню і стає співавторкою містичного відео «VITEROK».
Масштабною відеороботою 2017 року стала зйомка кліпу на пісню «Я би» і співпраця з продюсером Віталієм Климовим. Щоб в точності втілити ідеї режисера Максима Ксьонди, знадобилося більше півроку на підготовку знімального процесу.
В кінці 2017 року Мазур представила концертну шоу-програму в Київському планетарії. Концерт був приурочений до релізу відео «Я би» і отримав назву «Послання до Всесвіту. Я би…». У планетарії артистка влаштувала шоу формату 360 градусів, до якого готувався спеціальний аудіовізуальний ряд.
Також в 2017 році співачка презентувала кліп на пісню «Де я», де виступила вже авторкою ідеї та сценарію. Це перший її трек і відео на гостру соціальну тему.
2018 року вийшов сингл «Долонями» — нова композиція і за музичним стилем і за наповненням.
У липні 2017 виступила на першому фестивалі MRPL City.
Кліп «Долонями» став дебютною режисерською роботою української дизайнерки Олени Олійник, а співрежисеркою виступила сама Мазур .

### Євробачення
2019 рік для співачки починається з участі у Національному відборі України на Євробачення-2019, де Мазур представила україномовний трек «Дихати».
Навесні 2019 року KiRA MAZUR представила нову пісню про кохання «Мама казала».

## Альбоми

### 2018—МІЙ FOLK
16 жовтня 2018 року KiRA MAZUR офіційно презентувала свій дебютний альбом «МІЙ FOLK».
KiRA MAZUR два роки відтягувала випуск альбому. Кожна з пісень - поєднання ненав'язливого біту, інструментальних партій і народних мотивів та оригінальна манера виконання. Відео для треку «Ти пішов» було відзнято в небі.
Презентація альбому відбулася під час стрибка з парашутом: Мазур співала і тим самим встановила національний рекорд України.

### 2019— ЖИВА
Це другий альбом співачки, який складається з 6 треків. Він супроводжується танцювальними відео, що пов'язані однією історією.
Бонусом нового EP-альбому стала кавер-версія пісні українського композитора Миколи Мозгового — «Гей, музики», з якою Мазур виступала 1 вересня на концерті його пам'яті в Київському Палаці Спорту.

## Сингли
- 2019 — «Мама казала»
- 2019 — «Дихати»
- 2018 — «Ти пішов»
- 2018 — «Зоря»
- 2018 — «Долонями»
- 2017 — «Де я»
- 2017 — «Я би» (аранжування)
- 2017 — «VITEROK»
- 2017 — «СОН»
- 2017 — «МАМБА»
- 2017 — «Казка (Новорічна)»
- 2016 — «НАРОДНА»
- 2016 — «Les yeux marron» («Карі очі» французькою, автор слів Керредін Солтані)
- 2015 — «Des Mots D'amour» (французькою, автор слів і музики Керредін Солтані)
- 2015 — «Я би»
- 2014 — «Карі очі»

### Ремікси
- «Мама казала» — iPunkz & Gonibez
- «Долонями» — iPunkz & Gonibez
- «Я би» — Midnight Daddies
- «Ти милий» — iPunkz & Gonibez
- «VITEROK» — Midnight Daddies

## Кліпи
|      | Кліп               | Режисер                                 |
| ---- | ------------------ | --------------------------------------- |
| 2019 | «Дихати»           | Радислав Лукин                          |
| 2018 | «Долонями»         | Олена Олійник, Кіра Мазур               |
| 2017 | «Де я»             | Олександр Махач                         |
| 2017 | «Я би»             | Максим Ксьонда                          |
| 2017 | «VITEROK»          | Сергій Сакаль                           |
| 2016 | «Карі очі».        | Кадим Тарасов                           |
| 2015 | «Des Mots d'amour» | Omar Piechurski & Gary Song, Ігор Лимар |

## Статті, інтерв'ю
- VIVA: Ексклюзивне інтерв'ю KiRA MAZUR [Архівовано 16 січня 2020 у Wayback Machine.] — 2019

- М1: 4 факти про учасницю Національного відбору «Євробачення-2019» [Архівовано 16 січня 2020 у Wayback Machine.] — 2019

- Обозреватель. ОбозТВ" [Архівовано 16 січня 2020 у Wayback Machine.] — 2018

- KiRA MAZUR: Глубина. Посыл. Любовь [Архівовано 23 серпня 2018 у Wayback Machine.] (интервью) — 2018

- Сніданок з 1+1 (в гостях KiRA  MAZUR) [Архівовано 23 серпня 2018 у Wayback Machine.] - 2017

- СВЕРХНОВАЯ: ПЕВИЦА KIRA MAZUR [Архівовано 23 серпня 2018 у Wayback Machine.] — 2016

- Известный продюсер французской певицы ZAZ начал сотрудничество с молодой украинской артисткой [Архівовано 12 жовтня 2015 у Wayback Machine.] — 2015